# Abapeba cleonei
Abapeba cleonei là một loài nhện trong họ Corinnidae.
Loài này thuộc chi Abapeba. Abapeba cleonei được Alexander Petrunkevitch miêu tả năm 1926.